# Euphorbia kondoi
Euphorbia kondoi  es una especie fanerógama perteneciente a la familia de las euforbiáceas.

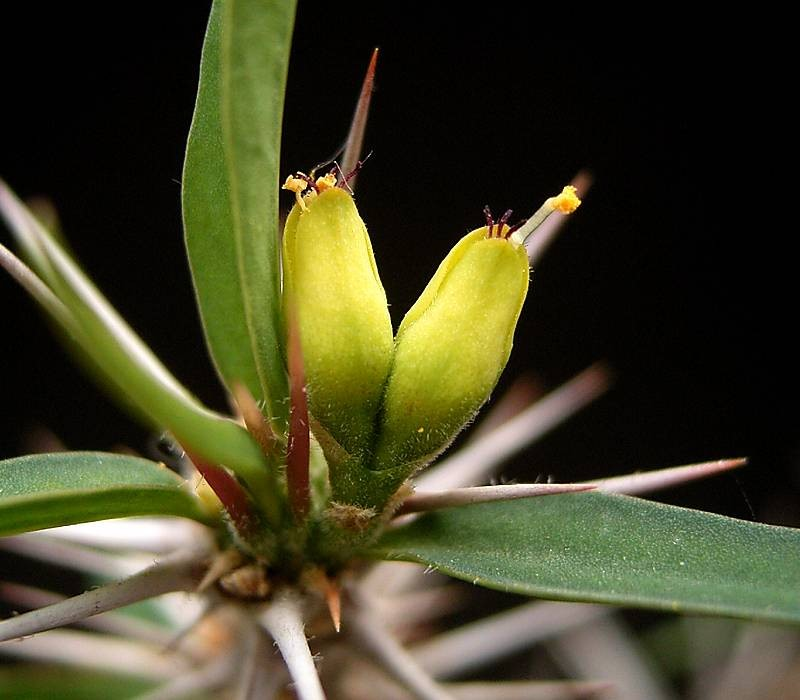
Detalle de la planta

## Distribución
Es endémica de Madagascar en la Provincia de Toliara. Su natural hábitat son los bosques secos tropicales o subtropicales  secos o zonas de arbustos.  Está amenazado por la pérdida de hábitat.

## Descripción
Es una planta suculenta arbustiva con tallos carnosos que se encuentra a una altitud de  0-499 metros.

## Taxonomía
Euphorbia kondoi fue descrita por Rauh & Razaf. y publicado en Cactus and Succulent Journal 61: 113. 1989.
Etimología
Euphorbia: nombre genérico que deriva del médico griego del rey Juba II de Mauritania (52 a 50 a. C. - 23), Euphorbus, en su honor – o en alusión a su gran vientre –  ya que usaba médicamente Euphorbia resinifera. En 1753 Carlos Linneo asignó el nombre a todo el género.
kondoi: epíteto otorgado al profesor Kondo (fl. 1989), un japonés entusiasta de Euphorbia.